# Diplopeltis stuartii
Diplopeltis stuartii är en kinesträdsväxtart som beskrevs av Ferdinand von Mueller. Diplopeltis stuartii ingår i släktet Diplopeltis och familjen kinesträdsväxter. Utöver nominatformen finns också underarten D. s. glandulosa.